# Народно читалище „Габрово – 2002“
Народно читалище „Габрово – 2002“ е читалище в град Габрово.

## История
Народно читалище „Габрово-2002“ в гр. Габрово е читалище, което се превърна в средище на идеи, нови подходи и широка културна дейност. Читалищното настоятелство обедини усилията на 16 художествени състави, в това число вокални, танцови художествени състави и създаде нови три.
По инициатива на читалищното настоятелство, за десети път в Габрово успешно се проведе Международен фестивал на духовната музика, което културно събитие се превърна във втория по значимост културен факт в областта, след Фестивал на Хумора и сатирата.
Само за 2012 година – десетата годишнина – Народно читалище „Габрово-2002“ има 35 международни изяви от общо 222 за всички самодейни колективи.
В настоятелството на читалището са привлечени едни от най-изтъкнатите интелектуалци и общественици на гр. Габрово, които се стремят да използват съвременните технологии и начини за разширяване влиянието на читалището и популяризиране на неговата дейност сред широк кръг от населението на областта.

## Инициативи
През 2011 и 2012 Народно читалище „Габрово-2002“ разработи и реализира поредица „Бележити габровци“ – Емануил Манолов и Александър Керков, а през 2013 г. ще продължим с Пенчо Семов – 140 години от рождението му. Беше създаден състав бийтбоксери чийто ръководител през 2012 година участва в национално състезание и завоюва 4-то място.

## Адрес
Народно читалище „Габрово 2002“
пл. „Възраждане“ № 7, п.к. 208
5300 Габрово
e-mail: chitalistegabrovo@abv.bg